# Lumen fidei
Lumen fidei („Licht des Glaubens“) ist die erste Enzyklika von Papst Franziskus. Mit ihr wurde am 29. Juni 2013, zum ersten Mal in der Geschichte der römisch-katholischen Kirche, eine gemeinsame Enzyklika zweier Päpste veröffentlicht. Die 82-seitige Lehrschrift fußt auf einer begonnenen, aber nicht vollendeten Enzyklika des emeritierten Papstes Benedikt XVI. Unterzeichnet wurde die Enzyklika nur von Franziskus.
Am 5. Juli 2013 wurde die Enzyklika in der Vatikanischen Audienzhalle in folgenden Sprachen vorgestellt: Lateinisch, Deutsch, Italienisch, Englisch, Französisch, Spanisch und Portugiesisch.

## Zentrale Aussage
Die zentrale Aussage der Lehrschrift ist, dass der Glaube notwendigerweise Konsequenzen für das Handeln der Christen in der Gesellschaft haben muss. Der Glaube könne und müsse das „menschliche Leben in allen seinen Dimensionen bereichern.“ Franziskus fordert dazu auf, den Glauben „in den konkreten Dienst der Gerechtigkeit, des Rechts und des Friedens zu stellen.“ Weiter sollten Christen für Menschenwürde, Schutz von Ehe und Familie, Achtung der Schöpfung sowie für Frieden und gerechte Regierungsformen eintreten. Dazu sei es erforderlich, das „Licht des Glaubens wiederzugewinnen [auch wenn der Glaube] in der modernen Gesellschaft oft als unvernünftig, nutzlos und trügerisch bezeichnet werde und zu verdunkeln drohe.“ Glaube und Vernunft stünden „nicht im Widerspruch“ zueinander.

## Gemeinsame Autorenschaft
Papst Benedikt rief das Jahr 2013 zum Jahr des Glaubens aus, also zu einem Jahr des intensiven Nachdenkens über den Glauben, „vor allem in einem Moment tiefgreifender Veränderungen“.
Als Benedikt XVI. zurücktrat und seine vierte Enzyklika, die sich mit dem Thema Glauben beschäftigen sollte, nicht mehr vollenden konnte, bot ihm sein Nachfolger Franziskus an: „Dann schreiben wir eben eine Enzyklika zu vier Händen“.
„In der Brüderlichkeit in Christus übernehme ich seine wertvolle Arbeit und ergänze den Text durch einige weitere Beiträge“, wird Franziskus vom Nachrichtenmagazin Der Spiegel zitiert.
Pater Bernd Hagenkord, Redaktionsleiter des deutschen Programms bei Radio Vatikan, erklärte: „Papst Franziskus hat den Text aufgegriffen, das sagt er auch so wörtlich in der Enzyklika. Er hat einige Dinge hinzugefügt. Seine eigenen Dinge. Er ist aber sehr dankbar, dass er einen Text vorgefunden hat und das Projekt der Enzykliken über die theologischen Tugenden vollendet“.

## Würdigung
Als „eine glückliche Fügung“ bezeichnete der Vorsitzende der Deutschen Bischofskonferenz, Erzbischof Robert Zollitsch, „dass dieser Text, wenn man so will, der Feder zweier Päpste entstammt“. Zollitsch würdigte es als „bemerkenswertes Zeichen, dass Papst Franziskus bei aller Verschiedenheit der beteiligten Personen und Charismen großzügig […] die Ausarbeitung in der Substanz übernommen hat.“ Der evangelische Landesbischof in Braunschweig, Friedrich Weber, Catholica-Beauftragter der VELKD, bezeichnete die Enzyklika gegenüber der Katholischen Nachrichtenagentur als zentrales Dokument der christlichen Ökumene und als „belastbares Fundament für die künftige gemeinsame Arbeit“.

## Formaler Aufbau
Nach einer kurzen Einleitung besteht die Enzyklika aus vier Kapiteln:
- WIR HABEN DIE LIEBE GLÄUBIG ANGENOMMEN
- GLAUBT IHR NICHT, SO VERSTEHT IHR NICHT
- ICH ÜBERLIEFERE EUCH, WAS ICH EMPFANGEN HABE
- GOTT BEREITET FÜR SIE EINE STADT

Diese haben jeweils vier bis sechs Unterkapitel.

## Buchausgaben
- Papst Franziskus I.: Lumen Fidei - Licht des Glaubens. Benno, Leipzig 2013, ISBN 978-3-7462-3652-0.
- Papst Franziskus I.: Das Licht des Glaubens: die Enzyklika "Lumen fidei". Hrsg.: Labardakis, Augoustinos. Herder, Freiburg 2013, ISBN 978-3-451-33457-3 (Ökumenisch kommentiert vom Metropolit Augoustinos von Deutschland, Nikolaus Schneider und Erzbischof Robert Zollitsch).